# Matumona Lundala
Matumona Lundala, noto come Goliath (Esperança, 1º agosto 1972), è un ex calciatore angolano, di ruolo portiere.

## Carriera
Giocò con la Nazionale angolana tra il 2001 ed il 2002, venendo poi convocato per la Coppa d'Africa 2006.